# Sundasciurus juvencus
Sundasciurus juvencus — вид гризунів родини Sciuridae. Він є ендеміком Філіппін. Його природним середовищем існування є субтропічні або тропічні сухі ліси. Мешкає на висотах від рівня моря до висоти щонайменше 500 метрів.

## Характеристики
S. juvencus досягає довжини тіла приблизно від 19,5 до 20,5 сантиметра і важить від 245 до 285 грамів. Хвіст має довжину від 15,5 до 17,2 сантиметра. Колір спини тварин, як правило, коричневий і менш червонуватий, ніж у S. steerii. Боки тіла сірі, а хвіст має чорний кінчик. Нижній бік варіюється від повністю білого до червонувато-коричневого. Зрідка трапляються також альбінотичні, тобто повністю білі, особини.